# بلدية ثنية الشارة
بلدية ثنية الشارة تقع بدائرة مقرة، ولاية المسيلة، يتاخمها على الحدود الشمالية ولاية سطيف، ومن جهة الشرق ولاية باتنة، ويحدها من الجنوب بلدية بلعائبة والتي بدورها تابعة إداريا لولاية مسيلة، يبلغ عدد سكان بلدية ثنية الشارة عشرة آلاف ساكن، متكونة من ثلاث عروش رئيسة وكلهم من عرب المشرق الحجازيين وهم أولاد أعمر والذين تعود أصولهم إلى شمير العراقي صاحب دراج، ثم القشايش المنحدرون من قشيسي بن لمبارك وهو عراقي كذلك وأحفاد عبد القادر بن الموفق بن محمد بن علية صاحب الجلفة المعروفون بأولاد سيدي عبد القادر،
جدهم يسمى  امحمد بن عبد القادر الموفق بن علية دفين جبانة الشرشارة قرب قبة محمد بن عبد الله في جبل السحاري شمال مدينة دار الشيوخ بولاية الجلفة ، أنجب الموفق ابنا يسمى عبد القادر ، الذي أنجب بدوره ستة أبناء هم : 
- أمحمد الذي أنجب عبد القادر الذي انتجع من بَنِيه مقرة
```
 وثنية الشّــارة منطقة ذات طابع رعوي بالدرجة الأولى يسودها مناخ بارد شتاءً، وحار جاف صيفا، والأهالي يشتغلون بالفلاحة على ندرة الأمطار، والأراضي صالحة لغراسة شجر الزيتون، حيث يعتبر زيته من أجود الزيوت، عبر الوطن.
```

تميزت هذه المنطقة بنضالها ضد المستعمر الفرنسي، على اعتبار أن جزء من جبال بوطالب قمة بوعلام وما تلاها هي في حيازة القوادر فهي من أقطاعهم، فقد قدمت في سبيل الوطن تضحيات جسام وهلك كثير من أبنائها شيوخ وشباب نساء ورجال، كما تعرضوا لشتى أنواع التعذيب وألوانه من طرف المستعمر، ومن أعلام الشهداء في المنطقة شيخ رابح، قريش رابح، زروقي احمد، طيب باي الطاهر، ديلمي المحفوظ سعيدي لخضر وغيرهم. عانت المنطقة من ويلات العشرية الدموية فدفعت ثمنا باهظا من دماء خيرة أبنائها، فقتل العشرات منهم، فقد ذبح في ليلة واحدة سبعة من الرجال من طرف الإرهابيين.
توجد بالمنطقة آثار كبيرة تعود الحقبة الرومانية، من قبور شمسية وسراديب وآثار قلاع مهدمة، وجِرار فخارية، كما عُثر على نقود تعود لملك روماني.، وأشجاز زيتون معمرة تعود لمئات السنين، فضلا عن أحجار منحوتة بدقة متناهية. تتميز المنطقة بطابع المحافظة والأصالة إلى حد التدين، وبلدية ثنية الشارة تتبع المذهب المالكي، وبدأت تتحول من العقيدة الأشعرية نحو عقيدة السلف، فيها الكثير من حفظة القرآن، ومُعلميه كالشيخ ابن عطاء والعلامة بلحسن بن الشريف الفقيه الزيتوني، والشيخ بلجودي سي عيلي، وبنيت مؤخرا زاوية لتحفيظ كتاب الله وتعليم اللغة والفقه.
تعاني المنطقة من التهميش، والاقصاء من طرف المسؤولين فلا يوجد أي أثر للتنمية حيث تفتقر للغاز والماء الشروب، وقنوات الصرف الصحي والطرق المعبدة، والجسور، كما تفتقر لهياكل قاعدية، كالمصحات، كما لاتنسى انعدام التغطية بشبكة الهاتف، مع العلم أن المناطق المحاذية لثنية الشارة والتابعة إداريا لسطيف وباتنة تتوفر على كل ما تنعدم إليه ثنية الشارة. كل هذا والمنطقة لم تستفد من آثار البحبوحة المالية التي تمتعت بها الجزائر خلال السنوات الفارطة.